# سیارک ۸۹۷۴
سیارک ۸۹۷۴ (به انگلیسی: 8974 Gregaria، نامگذاری:3357T-2) هشت هزار و نهصد و هفتاد و چهارمین سیارک کشف شده‌است که در ۲۵ سپتامبر ۱۹۷۳ کشف شد.
قدر مطلق سیارک برابر ۱۵٫۱۰ است.